# Duizendknoophaantje
Het duizendknoophaantje (Gastrophysa polygoni), ook wel tweekleurig zuringhaantje, is een keversoort uit de familie bladkevers (Chrysomelidae). De wetenschappelijke naam van de soort werd als Chrysomela polygoni in 1758 gepubliceerd door Carl Linnaeus.